# Nemici amici
Nemici amici (Never the Twain) è una serie televisiva britannica in 67 episodi trasmessi per la prima volta nel corso di undici stagioni dal 1981 al 1991. È nota anche con il titolo Una coppia impossibile.
È una sitcom incentrata sulle vicende di due antiquari che sono anche acerrimi nemici e vicini, sia di casa che di negozio. I due restano scioccati quando scoprono che i rispettivi figli (Lyn, interpretata da Julia Watson e poi da Tacy Kneale e David, interpretato da Robin Kermode e poi da Christopher Morris) sono innamorati e vogliono sposarsi il più presto possibile. I padri sono costretti ad accettare a malincuore il rapporto e il matrimonio che si svolge alla fine della prima stagione.

## Personaggi e interpreti
- Simon Peel (stagioni 1-11), interpretato da Donald Sinden.
- Oliver Smallbridge (stagioni 1-11), interpretato da Windsor Davies.
- Ringo (stagioni 1-11), interpretato da Derek Deadman.
- Banks (stagioni 1-8), interpretato da Teddy Turner.
- Lyn Peel (stagioni 1-3, 8), interpretata da Julia Watson (st. 1-3) e da Tacy Kneale (st. 8).
- David Peel (stagioni 1-3, 8), interpretato da Robin Kermode (st. 1-3) e da Christopher Morris (st. 8).
- Veronica Barton (stagioni 1-2), interpretata da Honor Blackman.
- Mrs. Sadler (stagioni 2-8), interpretata da Maria Charles.
- Lady Deveraux (stagioni 3-7), interpretata da Margaret Courtenay.
- Biffin (stagioni 3-4), interpretato da Ted Valentine.
- Zia Eleanor (stagioni 4-11), interpretata da Zara Nutley.
- Dottore (stagioni 4-9), interpretato da Gordon Peters.
- Norman (stagioni 6-11), interpretato da Gordon Salkilld.
- Mr. Driscoll (stagioni 8-9), interpretato da Keith Marsh.
- Mr. Diggle (stagioni 8-11), interpretato da Harry Littlewood.
- Vicar (stagioni 9-11), interpretato da Jasper Jacob.

## Produzione
La serie, ideata da Johnnie Mortimer, fu prodotta da Thames Television e girata  in Inghilterra. Mortimer scrisse la totalità delle prime due stagioni e quattro su sei episodi dell'ottava, con il resto principalmente scritto da Vince Powell e John Kane. Il titolo è tratto da un verso della poesia di Rudyard Kipling The Ballad of East and West.

### Registi
Tra i registi della serie sono accreditati:
- Robert Reed (8 episodi, 1986-1988)
- Nick Hurran (7 episodi, 1989-1990)
- Peter Frazer-Jones (6 episodi, 1981-1983)
- Anthony Parker (6 episodi, 1991)

## Distribuzione
La serie fu trasmessa nel Regno Unito dal 7 settembre 1981 al 9 ottobre 1991  sulla rete televisiva ITV. In Italia è stata trasmessa con il titolo Nemici amici. È stata trasmessa anche in Svizzera nel 1989 su TSI con il titolo Una coppia impossibile.

## Episodi
| Stagione            | Episodi | Prima TV UK |
| ------------------- | ------- | ----------- |
| Prima stagione      | 6       | 1981        |
| Seconda stagione    | 6       | 1982        |
| Terza stagione      | 6       | 1983        |
| Quarta stagione     | 6       | 1984        |
| Quinta stagione     | 6       | 1986        |
| Sesta stagione      | 6       | 1987        |
| Settima stagione    | 6       | 1988        |
| Ottava stagione     | 6       | 1988        |
| Nona stagione       | 7       | 1989        |
| Decima stagione     | 6       | 1990        |
| Undicesima stagione | 6       | 1991        |